# Facebook Messenger

Logotypen för Facebook Messenger

Facebook Messenger är en mobilapplikation och ett program som tillhandahåller text- och talkommunikation. Messenger lanserades först 2011, och är integrerad med Facebooks webbaserade chattfunktion och är byggd på öppet API-protokoll, där användare kan chatta med vänner både på mobilen och på Facebook-webbplatsen.
En svensk undersökning från 2021 visade att bland de svenska internetanvändarna hade 66 procent använt Facebook Messenger under det senaste året och 40 procent använder den varje dag. Det gör Messenger till den populäraste kommunikationstjänsten framför Microsoft Teams (47 % de senaste 12 månaderna) och Zoom (41 %). Messenger är också den mest använda tjänsten bland Facebooks olika aktiviteter.